# Maypacius roeweri
Maypacius roeweri là một loài nhện trong họ Pisauridae.
Loài này thuộc chi Maypacius. Maypacius roeweri được miêu tả năm 1975 bởi Blandin.